# 三輪俊和
三輪俊和（みわ としかず、1943年-　）は、日本の経済学者、北九州市立大学名誉教授。

## 略歴
三重県四日市市生まれ。1973年（昭和48年）に神戸大学大学院経済学研究科博士課程中退、北九州大学の講師、助教授を経て、北九州市立大学の教授となる。2006年（平成18年）に大学を退職して名誉教授となる。2011年北九州市長選挙に日本共産党から出馬。「平和とくらしを守る北九州市民の会」事務局長。その後、健和看護学院の学院長となり2014年（平成26年）に看護学院を退職する。公益財団法人健和会北九州医療・福祉総合研究所所長。

## 著書
- 『スタグフレーション理論の検討』梓出版社 1991
- 『マクロ経済学の理論と応用』梓出版社 1995
- 『夢とロマンの経済学 日本の民主的改革と新しい社会の展望』民主的改革のための経済学 学習の友社 2010

### 共編著
- 『活き活き北九州市 経済活性化と教育の課題』藤沢加代共著 明るい民主県・市政をめざす北九州学者・宗教者・文化人の会 1986
- 『マクロ経済学 現代経済学のコア』時政勗,高瀬光夫共編 勁草書房 2003

## 論文
- ＜三輪俊和